# Katakomby (film, 1940)
Katakomby je film z roku 1940 v režii Martina Friče, v němž hlavní roli vytvořil Vlasta Burian.
Jedná se o Burianův dvacátý devátý film. Borman bývá označován za jednu z jeho nejlepších rolí.[zdroj?]

## Děj
Oficiál Borman (Vlasta Burian) je výborný člověk, je svérázný, upřímný a mluví tak, jak mu „zobák“ narostl. Hlavně se rád hádá se svým představeným, přednostou pozemkového úřadu Sýkorou (Jaroslav Marvan), kterého vždy rozhněvá. Bormanův kolega Dr. Marek (Antonín Novotný) je velmi zamilovaný do Nasti Borkové (Adina Mandlová), která bydlí v protějším hotelu. Je to ale nastávající ředitele úřadu Kryštofa (Čeněk Šlégl). A Marek se na ni dívá zdola, z katakomb, kde s Bormanem a s ostatními úředníky pracuje. Marka přijde navštívit přítel Rudík (Raoul Schránil), který si má vzít dceru ředitele Kryštofa Irenu (Nataša Gollová). Večer je na úřadě veliká slavnost, přišel i pan prezidiální Borek (Theodor Pištěk) se svou ženou Malvínou Borkovou (Růžena Šlemrová) i s Nasťou. Borek je vášnivý hráč mariáše, a proto ředitel Kryštof zavolal karetního velmistra Bormana, aby s ním hrál. Borman Borka obral tak, že mu „nezbyla ani košile“. Na slavnosti ještě Borman zpíval s kolegy úředníky (Kocourkovští učitelé) a díky tomu všemu povýšil Borek Bormana na revidenta. Druhý den, po několika příhodách, se Bormanovi povede dát dohromady Rudíka s Irenou a Nasťu s Markem. Sýkora dostane výpověď, Kryštof je povýšen na generálního ředitele. Borek povýší Bormana na generálního tajemníka, jeho kolegové úředníci mu přijdou poblahopřát a to Bormana dojme.

## Obsazení
| Vlasta Burian        | oficiál Borman                    |
| Jaroslav Marvan      | přednosta úřadu Sýkora            |
| Čeněk Šlégl          | ředitel Pozemkového úřadu Kryštof |
| Theodor Pištěk       | prezidiální Klásek                |
| Adina Mandlová       | Nasťa Borková, Kláskova schovanka |
| Antonín Novotný      | úředník dr. Marek                 |
| Raoul Schránil       | Ing. Jiří Rudík, Markův spolužák  |
| Nataša Gollová       | Irena, dcera ředitele Kryštofa    |
| Růžena Šlemrová      | Malvína, Kláskova manželka        |
| Miloš Nedbal         | vrchní revident Kefurt            |
| Bohuš Záhorský       | revident Hlinka                   |
| Jindřich Láznička    | sluha v katakombách Baltazar      |
| František Filipovský | servilní úředník Šmíd             |
| Karel Černý          | konzul Marek                      |
| Anna Steimarová      | manželka konzula Marka            |
| Blažena Slavíčková   | dcera konzula Marka               |
| Kocourkovští učitelé | úředníci z katakomb               |

## Tvůrci a štáb
- Režie: Martin Frič
- Předloha: Gustav Davis (divadelní hra Mušketýři z katakomb)
- Scénář: Václav Wasserman
- Kamera: Václav Hanuš
- Vedoucí výroby: Antonín Procházka
- Hudba: Julius Kalaš
- Nahrál: Orchestr F.O.K. (řídil Julius Kalaš)
- Architekt: Jan Zázvorka
- Návrhy kostýmů: Hana Podolská
- Zvuk: František Šindelář
- Střih: Jan Kohout
- Výprava: Ferdinand Kliment
- Masky: Josef Kobík, František Rous
- Asistent režie: Eduard Šimáček, Rudolf Stahl
- Fotograf: Willi Ströminger

## Produkční a technické údaje
- Souběžný protektorátní název: Katakomben
- Začátek natáčení: 4. ledna 1940
- Konec natáčení: 31. ledna 1940
- Copyright: 1940
- Premiéra: 23. února 1940 (kina Na Příkopě a Světozor)
- Výroba: Ufa
- Distribuce: Ufa
- Barva: černobílý
- Jazyk: čeština
- Zvukový systém: Tobis-Klang
- Délka: cca 80 minut
- Ateliéry: Pragfilm Barrandov

## Ocenění
- 1940 – Národní cena za filmový výkon herecký pro Jaroslava Marvana (s přihlédnutím i k ostatním filmovým výkonům posledního období)
- 1940 – Cena Baťových závodů (1. ročník Filmových žní ve Zlíně)

## Zajímavosti
- V dubnu 1954 byl film v obnovené premiéře znovu uveden do kinodistribuce. Od tohoto data až do 31.12.1987 vidělo film v českých kinech v rámci 20 061 představení celkem 3 433 648 diváků.[1]